# Демидова Аврора Павлівна
Аврора Павлівна Демидова (рос. Демидова Аврора Павловна,  2 листопада 1873 —  16 червня 1904) — княжна Сан-Донато з роду Демидових, донька другого князя Сан-Донато Павла Демидова та княжни Олени Петрівни Трубецької, дружина князя Арсена Карагеоргієвича, матір принца Югославії Павла Карагеоргієвича.

## Біографія
Аврора Павлівна народилась 2 листопада 1873 року у Києві, де її батько, Павло Демидов, був міським головою. Разом із другою дружиною, Оленою Трубецькою та синами Елімом і Микитою він жив у власній садибі на Бібіковському бульварі. За рік до народження доньки він успадкував титул князя Сан-Донато від бездітного дядька Анатоля Демидова, однак мав право користуватися ним лише за кордоном.  
Жила родина у Петербурзі, Флоренції та на віллі Медичі. Згодом помер старший брат Аврори — Микита, однак, народились молодші дітиː Анатоль, Марія, Павло та Олена.
У 18 років Аврора взяла шлюб із офіцером Російської армії Арсенієм Карагеоргієвичем, що походив із шляхетного сербського роду Карігеоргієвичів і був учасником Тонкінської військової експедиції. Весілля відбулося у Петербурзі 1 травня 1892-го. За 11 місяців Аврора народила їхнього єдиного сина. Невдовзі шлюб розпався. У 1896 році пара розлучилася.
Наступного року Аврора стала дружиною графа ді Ногера Ніколо Джованні, будучи вагітною їхньою донькою. Весілля відбулося 4 листопада 1897 року у Генуї. За півроку народила доньку.
Померла в Буссоліно влітку 1904 всього у 30 років.

## Родина
Чоловік — Арсен Карагеоргійович
Діти:
- Павло (1893—1976) — принц Югославії, регент королівства у 1934—1941 роках, був одружений з принцесою Ольгою Грецькою, мав двох синів та доньку.

Чоловік — Ніколо Джованні ді Ногера
Діти:
- Єлена Аврора (1898—1967) — дружина Гастона Тіссо, мала сина.